# 螯虾
螯虾，又称淡水龙虾、小龙虾，在中国各地又名蝲蛄，是多种淡水虾类统称，因形似龙虾（Palinuridae）而得名。包含拟螯虾科（Parastacidae）、正螯虾科（或称蟹虾科）（Astacidae）和螯虾科（或称蝲蛄科）（Cambaridae）三个科，数十个属，400多种，體形小，目前广泛分布於世界各地。

## 形态和习性
十足目甲壳动物的身体，诸如蟹、龙虾、对虾，是由分为两个主体部分，体分头胸部及腹部。胸肢有八对，前三对形成颚足，后五对变成步足。平均来说，淡水龙虾能长到17.5厘米长，但某些更大。行走足底部有一个小爪。

## 地理分布
淡水龙虾所指的三个科广泛分布于世界各地。
拟螯虾科主要分布于属于冈瓦纳古陆的马达加斯加、澳大利亚、新西兰、智利、新几内亚岛等地，形体较大，在塔斯马尼亚发现的最重个体达到了6公斤。
正螯虾科主要分布于欧洲和北美洲西部，形体中等，有经济意义的主要是太平洋螯虾属（Pacifastacus）。螯虾科主要分布于北美洲东部和东亚，形体较小，有经济意义的主要是原螯虾属（Procambarus），尤其是其中的克氏原螯虾，产量达到全世界淡水龙虾产量的70%到80%。
淡水龙虾在中国仅分布五种淡水龙虾，包括原产中国的东北黑螯虾（Cambaroides dauricus）、南京黑螯虾（Cambaroides schrenckii）、史氏拟螯虾（C. schrenkii）和朝鲜黑螯虾（C. similis）四種黑螯蝦屬物種，以及自日本传入、原产美国的克氏原螯虾（Procambius clarkii）與大洋洲的紅鰲螯蝦。

## 人类利用
在世界很多地方螯虾都是一道美食，但犹太人忌食螯虾。
螯虾也可当做钓饵，来钓取鳟鱼、鲈鱼等以其为食的鱼类。伊利诺伊州立大学发现一些用作钓饵的螯虾在逃脱后成为入侵物种，对本土物种造成了威胁。此外寄生在螯虾身上的斑马贻贝也借此入侵了欧洲和北美洲。信号小龙虾则是为了补充欧洲受龙虾瘟疫真菌影响的本地物种而引入的，但后来也成了入侵物种。
此外螯虾也可用作观赏之用。一些螯虾会吃掉水族箱里的水草，因而破坏景观，但侏儒螯虾等一些螯虾并不吃活着的水草。